# Adolf Sýkora

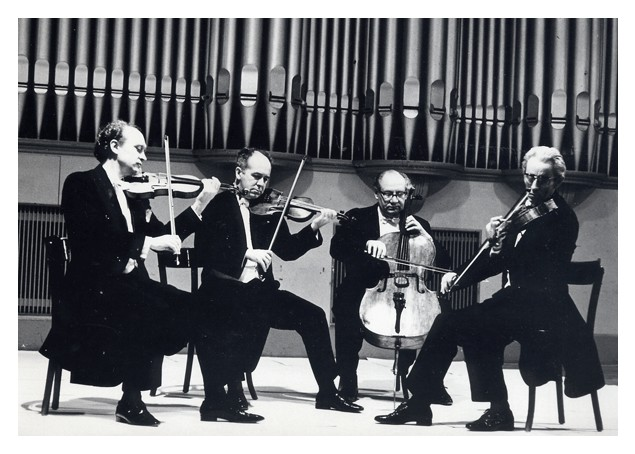
Janáčkovo kvarteto (Trávníček-Sýkora-Krafka-Kratochvíl)

Adolf Sýkora (5. května 1931 Brno – 19. září 2023 Brno) byl český houslista a houslový pedagog.

## Život
Narodil se roku 1931 v Brně. V roce 1957 vystudoval hru na housle na Hudební fakultě Janáčkovy akademie múzických umění (JAMU) v Brně v houslové třídě Františka Kudláčka. Od roku 1952 do roku 1993 byl členem Janáčkova kvarteta, s nímž koncertoval ve více než padesáti zemích. Od roku 1963 do roku 2010 byl profesorem houslí a komorní hudby na JAMU v Brně. Mezi jeho žáky patří koncertní mistři Filharmonie Brno Pavel Wallinger a Marie Gajdošová, primárius Kubínova kvarteta Luděk Cap ad.
Na JAMU během svého působení formoval také celou řadu předních komorních souborů, např. Kvarteto města Brna, Kynclovo kvarteto, Trávníčkovo kvarteto, z mladé generace Graffovo kvarteto, Korngold Quartet ad. Pedagogicky rovněž působil na mistrovských interpretačních kurzech v Německu, Rakousku, Holandsku, Anglii , USA a Kanadě.
Do roku 1991 se věnoval sólistické činnosti, často za klavírní spolupráce pianistky Jiřiny Kolmanové. Byl členem porot mnoha mezinárodních interpretačních soutěží.

## Biografie
- Z mého života v Janáčkově kvartetu, Knižnice OPUS MUSICUM, svazek XIX., Opus musicum 2007, 328 stran, ISBN 80-903211-4-3.